# ベローズ・フォールズ駅
ベローズ・フォールズ駅（英語：Bellows Falls Station）はアメリカ合衆国バーモント州ベローズ・フォールズ デポ・ストリート54にある駅。 全米各地を結ぶ旅客鉄道のアムトラックが乗り入れている。

## 概要
19世紀半ば以降、当駅は2つの主要な路線の交差点に建っている。現在の駅舎のうち一棟はボストン・アンド・メイン鉄道（B＆M）が使用していた駅舎が1922年火災で広範囲に損傷を受けて改修不可能になった後に建て直された建物だと知られている。

## 利用可能な鉄道路線／列車
アムトラックの停車する列車は下記の通り。
セントオールバンズとワシントン間の昼行長距離列車バーモンター号…1日1往復停車